# Indianapolis 500 in 2002

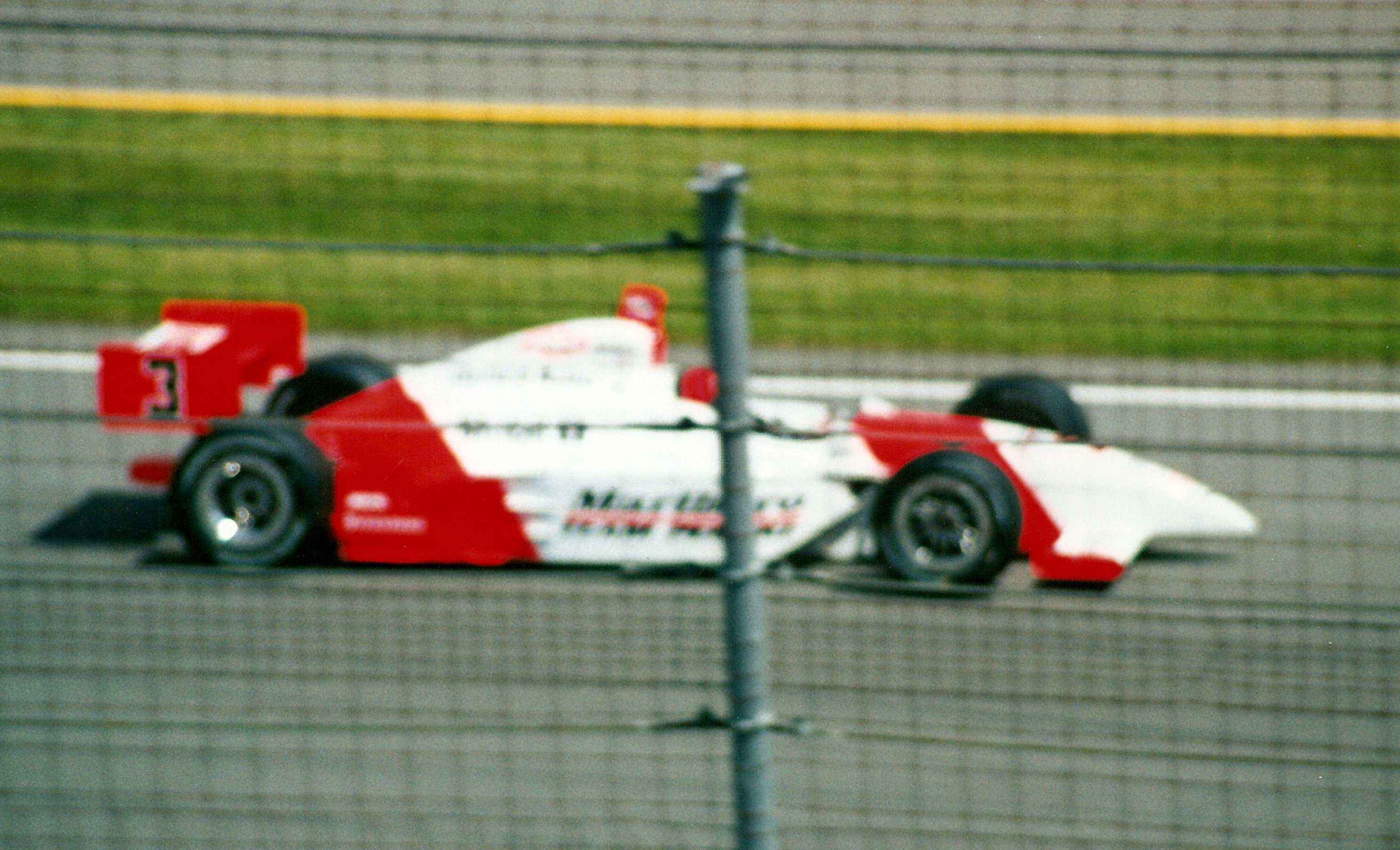
Winnaar Catroneves op de speedway.

De 86e Indianapolis 500 werd gereden op zondag 26 mei 2002. Het was de zevende keer dat de race op de kalender stond van het Indy Racing League kampioenschap en het was de vijfde race uit de IndyCar Series van 2002. Braziliaans coureur Hélio Castroneves won de race voor het tweede jaar op rij. De race was een van de meest controversiële races uit de geschiedenis van de Indy 500.

## Startgrid
Bruno Junqueira won de poleposition. Johnny Herbert, Oriol Servià, Scott Harrington, Anthony Lazzaro, John de Vries en Billy Roe konden zich niet kwalificeren voor de race.
| Rij | Binnen            | Midden        | Buiten           |
| --- | ----------------- | ------------- | ---------------- |
| 1   | Bruno Junqueira   | Robbie Buhl   | Raul Boesel      |
| 2   | Felipe Giaffone   | Tony Kanaan   | Eddie Cheever    |
| 3   | Sam Hornish jr.   | Scott Sharp   | Sarah Fisher     |
| 4   | Tomas Scheckter   | Robby Gordon  | Al Unser jr.     |
| 5   | Hélio Castroneves | Gil de Ferran | Jeff Ward        |
| 6   | Laurent Rédon     | Rick Treadway | Max Papis        |
| 7   | Jimmy Vasser      | Buddy Lazier  | Kenny Bräck      |
| 8   | Richie Hearn      | Billy Boat    | Arie Luyendyk    |
| 9   | Michael Andretti  | Alex Barron   | Shigeaki Hattori |
| 10  | Dario Franchitti  | Paul Tracy    | Airton Daré      |
| 11  | Greg Ray          | George Mack   | Mark Dismore     |

## Race
Hélio Castroneves reed vanaf ronde 177 aan de leiding. Met minder dan drie ronden te gaan trachtte Felipe Giaffone Catroneves voorbij te racen, maar zijn poging mislukte, onder meer omdat Dario Franchitti in de weg reed en het was Paul Tracy die Giaffone wist voorbij te steken naar de tweede plaats. Met nog twee ronden te gaan had Tracy 0,22 seconden achterstand op Catroneves en in de voorlaatste ronde probeerde Tracy Castroneves voorbij te racen, wat leek te lukken. Op het moment toen ze zij aan zij reden gebeurde op een ander deel van het circuit een ongeval waardoor meteen de race geneutraliseerd werd. Castroneves ging meteen van het gas af en Tracy reed aan de leiding. Ook Giaffone reed Castroneves nog voorbij. Meteen liet de wedstrijdleiding weten dat Castroneves de race leidde, maar omdat er geen tijd meer was om zaken op orde te stellen en de safety car uit te sturen, reden Tracy en Giaffone als eersten over de finish, ongeveer 19 seconden voor Castroneves. De wedstrijdleiding klasseerde Castroneves als winnaar en Tracy en Giaffone als tweede en derde.
De officiële resultaten van de race werden pas vijf uur na het beëindigen van de race vrijgegeven. Hélio Castroneves werd de winnaar en Tracy's Team Green diende meteen protest in. Zij beweerden dat Tracy Castroneves al voorbij was op het moment van de neutralisatie. Dat werd uiteindelijk afgewezen, onder meer omdat tijdens de laatste tijdopname in bocht drie, net voor de neutralisatie, Castroneves 0,0371 seconden voorsprong had op Tracy. Ook in hoger beroep werd de zaak afgewezen. Omdat Castroneves de rest van het jaar eveneens in de IndyCar Series reed en Tracy gastrijder was die de rest van het jaar in het concurrerende Champ Car kampioenschap reed, werd door sommigen in de pers beweerd dat de IRL liever had dat Castroneves won.
| #                                                                                 | Coureur              | Auto              | Team                            | Ronden | Opgave     |
| --------------------------------------------------------------------------------- | -------------------- | ----------------- | ------------------------------- | ------ | ---------- |
| 1                                                                                 | Hélio Castroneves    | Dallara-Chevrolet | Team Penske                     | 200    |            |
| 2                                                                                 | Paul Tracy           | Dallara-Chevrolet | Team Green                      | 200    |            |
| 3                                                                                 | Felipe Giaffone      | G-Force-Chevrolet | Mo Nunn Racing                  | 200    |            |
| 4                                                                                 | Alex Barron (R)      | Dallara-Chevrolet | Blair Racing                    | 200    |            |
| 5                                                                                 | Eddie Cheever        | Dallara-Infiniti  | Team Cheever                    | 200    |            |
| 6                                                                                 | Richie Hearn         | Dallara-Chevrolet | Sam Schmidt Motorsports         | 200    |            |
| 7                                                                                 | Michael Andretti     | Dallara-Chevrolet | Team Green                      | 200    |            |
| 8                                                                                 | Robby Gordon         | Dallara-Chevrolet | Team Menard                     | 200    |            |
| 9                                                                                 | Jeff Ward            | G-Force-Chevrolet | Chip Ganassi Racing             | 200    |            |
| 10                                                                                | Gil de Ferran        | Dallara-Chevrolet | Team Penske                     | 200    |            |
| 11                                                                                | Kenny Bräck          | G-Force-Chevrolet | Chip Ganassi Racing             | 200    |            |
| 12                                                                                | Al Unser Jr.         | Dallara-Chevrolet | Kelley Racing                   | 199    |            |
| 13                                                                                | Airton Daré          | Dallara-Chevrolet | A.J. Foyt Enterprises           | 199    |            |
| 14                                                                                | Arie Luyendyk        | G-Force-Chevrolet | Treadway Racing                 | 199    |            |
| 15                                                                                | Buddy Lazier         | Dallara-Chevrolet | Hemelgarn Racing                | 198    | Ongeval    |
| 16                                                                                | Robbie Buhl          | G-Force-Infiniti  | Dreyer & Reinbold Racing        | 198    |            |
| 17                                                                                | George Mack (R)      | G-Force-Chevrolet | 310 Racing                      | 198    |            |
| 18                                                                                | Billy Boat           | Dallara-Chevrolet | CURB/Agajanian/Beck Motorsports | 198    |            |
| 19                                                                                | Dario Franchitti (R) | Dallara-Chevrolet | Team Green                      | 197    |            |
| 20                                                                                | Shigeaki Hattori (R) | Dallara-Infiniti  | Bradley Motorsports             | 197    |            |
| 21                                                                                | Raul Boesel          | Dallara-Chevrolet | Team Menard                     | 197    |            |
| 22                                                                                | Laurent Rédon (R)    | Dallara-Infiniti  | Conquest Racing                 | 196    | Ongeval    |
| 23                                                                                | Max Papis (R)        | Dallara-Infiniti  | Team Cheever                    | 196    |            |
| 24                                                                                | Sarah Fisher         | G-Force-Infiniti  | Dreyer & Reinbold Racing        | 196    |            |
| 25                                                                                | Sam Hornish Jr.      | Dallara-Chevrolet | Panther Racing                  | 186    |            |
| 26                                                                                | Tomas Scheckter (R)  | Dallara-Infiniti  | Team Cheever                    | 172    | Ongeval    |
| 27                                                                                | Scott Sharp          | Dallara-Chevrolet | Kelley Racing                   | 137    | Mechanisch |
| 28                                                                                | Tony Kanaan (R)      | G-Force-Chevrolet | Mo Nunn Racing                  | 89     | Ongeval    |
| 29                                                                                | Rick Treadway (R)    | G-Force-Chevrolet | Treadway Racing                 | 88     | Ongeval    |
| 30                                                                                | Jimmy Vasser         | Dallara-Chevrolet | Rahal Letterman Racing          | 87     | Mechanisch |
| 31                                                                                | Bruno Junqueira      | G-Force-Chevrolet | Chip Ganassi Racing             | 87     | Mechanisch |
| 32                                                                                | Mark Dismore         | Dallara-Chevrolet | Kelley Racing                   | 58     | Mechanisch |
| 33                                                                                | Greg Ray             | Dallara-Chevrolet | A.J. Foyt Enterprises           | 28     | Ongeval    |
| Gemiddelde snelheid : 267,954 km/h - Snelste ronde : Tomas Scheckter, 364,51 km/h |                      |                   |                                 |        |            |
| Aantal neutralisaties : 5 (35 van de 200 ronden in totaal)                        |                      |                   |                                 |        |            |